# Диасмуньос, Эдуардо
Эдуардо Диасмуньос, Диас Муньос (исп. Eduardo Diazmuñoz; род. 21 мая 1957, Мехико) — мексиканский дирижёр.
Окончил Национальную консерваторию в Мехико. В 1978—1979 гг. второй дирижёр Филармонического оркестра Мехико. Затем совершенствовал своё мастерство в Тэнглвуде у Леонарда Бернстайна и в Париже у Леона Барзена. В 1985—1989 гг. возглавлял Симфонический оркестр штата Мехико. Руководил также несколькими молодёжными оркестрами Мексики и Оркестром Нижней Калифорнии. C 2004 г. преподаёт в Иллинойсском университете, возглавляет университетский оперный театр. С 2007 г. главный дирижёр Филармонического оркестра Боготы. Он является первым мексиканским дирижером, получившим два «Золотых диска» и «Один платиновый диск» за две записи с мексиканской рок-группой «El Tri» (Warner Music México, El Tri Sinfónico & El Tri Sinfónico II).